# Нові Вербки
Но́ві Ве́рбки — село в Україні, у Вербківській сільській громаді Павлоградського району Дніпропетровської області. Населення за переписом 2001 року становило 441 особу.

## Географія
Село Нові Вербки знаходиться на відстані 1 км від села Вербки. Поруч проходять автомобільна дорога Р51 і залізниця, станція Ароматна за 2 км.

## Населення

### Мова
Розподіл населення за рідною мовою за даними :
| Мова            | Кількість | Відсоток |
| --------------- | --------- | -------- |
| українська      | 403       | 91.39%   |
| російська       | 34        | 7.71%    |
| білоруська      | 2         | 0.45%    |
| інші/не вказали | 2         | 0.45%    |
| Усього          | 441       | 100%     |